# Nagi Noda
Nagi Noda (野田 凪 Noda Nagi?) (Tokio, 18 de noviembre de 1973 - íb, 7 de septiembre de 2008) fue una artista y directora japonesa, conocida por sus trabajos en el mundo de la música y la publicidad.

## Biografía
Noda nació en 1973 y desde pequeña se vio influenciada por el arte, pues sus padres eran diseñadores. Tras residir en Estados Unidos durante varios años y trabajar en agencias de publicidad, decidió montar su propio estudio -Uchu Country- en 2003. Más tarde fue contratada por la agencia norteamericana Partizan. Su trabajo estuvo influenciado por la estética pop e incluso el surrealismo, y comenzó a dirigir anuncios para televisión y videoclips en Japón, destacando desde el principio por sus campañas para Laforet.
En 2004 logró gran notoriedad con un trabajo para Panasonic, protagonizado por la modelo Mariko Takahashi, en el que ésta se presentaba como una "ex gorda" de aspecto similar a un caniche y se parodiaban los videos de aeróbic de Susan Powder. También creó un personaje popular, el hanpanda, que por un lado era un panda y por el otro podía ser cualquier otro animal. Durante esos años realizó videos musicales para grupos como Halcali ("Baby blue"), Yuki Isoya ("Sentimental journey") o el dúo cómico Ogiyahagi ("I love your face"). También hizo incursiones en el mundo del anime, siendo obra suya la cabecera de inicio de la serie Honey and Clover.
Pronto dio el salto a nivel internacional, manteniendo el mismo estilo. En 2006 logró un León de Bronce en el festival publicitario de Cannes gracias a una pieza para Coca Cola, titulada "What goes around comes around", y posteriormente realizó videoclips para artistas como Tiga ("Far from home"), Scissor Sisters ("She's my man") o Cut Copy ("Hearts on fire"). Su último trabajo fue el videoclip y carátulas de una canción de MEG, "Precious".
Nagi Noda falleció a los 34 años el 7 de septiembre de 2008. El año anterior sufrió un accidente de tráfico y murió por complicaciones derivadas del tratamiento de una operación.